# Parachernes bougainvillensis
Parachernes bougainvillensis es una especie de arácnido  del orden Pseudoscorpionida de la familia Chernetidae.

## Distribución geográfica
Se encuentra en Bougainville (Papúa Nueva Guinea).